# 北条守時

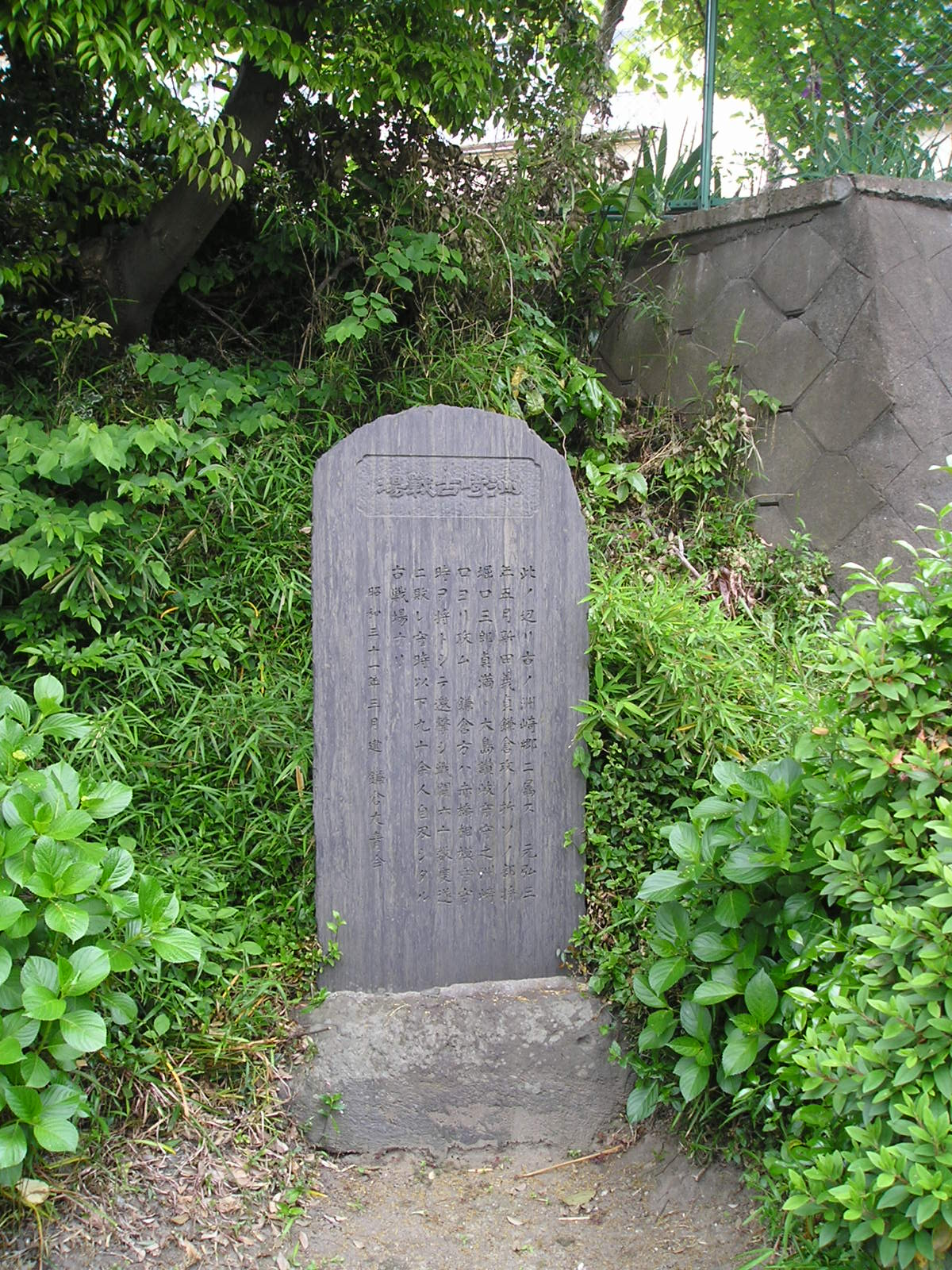
州崎古戦場蹟に建てられた石碑

北条 守時（ほうじょう もりとき）は、鎌倉時代末期の武将。北条氏の一門。鎌倉幕府第16代・最後の執権（在職：正中3年4月24日（1326年5月26日） - 正慶2年/元弘3年5月18日（1333年6月30日））。赤橋 守時（あかはし もりとき）とも呼ばれる。
鎌倉幕府第6代執権・北条長時の曾孫にあたる。父は赤橋流の北条久時。同幕府を滅ぼし、室町幕府初代将軍となった足利尊氏は妹登子の婿（義弟）にあたる。

## 生涯
永仁3年（1295年）、北条久時の子として誕生した。
徳治2年（1307年）10月1日、13歳で従五位下・左近将監に叙任される。元服時には征夷大将軍の守邦親王を烏帽子親とし、偏諱を与えられて守時と称す。赤橋流北条氏は、北条氏一門において得宗家に次ぐ高い家格を有し、得宗家の当主以外では赤橋流北条氏の当主だけが、将軍より一字を与えられる特権を許されていた。ただし守時は久明親王在任時から官位を受けるなど既に元服していた可能性もある。
応長元年（1311年）6月5日、引付衆就任を経ずに評定衆に任命された。正和2年（1313年）7月26日には一番引付頭人に就任している。
嘉暦元年（1326年）3月の嘉暦の騒動の後、政変に対する報復を恐れて北条一門に執権のなり手がいない中、引付衆一番頭人にあった守時が4月24日に16代執権となる。しかし実権は、出家していた得宗家（元執権）の北条高時（崇鑑）や、内管領の長崎高資らに握られていた。元徳2年（1330年）には執権辞任を表明したが周囲の反対にあい実現しなかった。
正慶2年/元弘3年（1333年）5月、姻戚関係にあった御家人筆頭の足利高氏（のちの尊氏）が遠征先の京都で幕府に叛旗を翻し、六波羅探題を攻め落とし、同母妹の登子と甥の千寿王丸（のちの足利義詮）も鎌倉を脱したため、守時の幕府内における立場は悪化し、高時から謹慎を申し付けられた。
5月18日、一門から裏切り者呼ばわりされるのを払拭するため、新田義貞率いる倒幕軍を迎え撃つ先鋒隊として出撃し、鎌倉中心部への交通の要衝・巨福呂坂に拠り、新田勢の堀口貞満と一昼夜の間に65合も斬り合う激戦を演じた。しかし最期は衆寡敵せず、洲崎の地（現在の神奈川県鎌倉市深沢地域周辺）で自刃した。享年39。子の北条益時も父に殉じて自害した。
一説には北条高時の思惑に配慮して、退却せずに自刃したという。また一説には、足利尊氏の使者が守時を助命しようとしたがこれを拒否して、堀口貞満と戦い自害したともいう。

## 人物
- 文化人でもあったようで、『続現葉和歌集』に守時の詠歌がある[2]。
- 妻については不詳であるが、鎌倉幕府の滅亡後、後醍醐天皇より守時の後家尼（寡婦）に「伊豆国三浦荘内の田地一万疋を知行させる」という綸旨が出されている[4]。敵将の寡婦への厚遇には謎が残るが「足利尊氏が義兄を思って働きかけた」、あるいは「守時が登子と千寿王丸の鎌倉脱出を取り計らったため」という見方もされている[4]。

## 年譜
※日付＝旧暦
- 1307年（徳治2年）11月1日、従五位下左近衛将監に叙任。
- 1311年（応長元年）6月5日、幕府の評定衆となる。
- 1312年（正和元年）12月30日、従五位上に昇叙。左近衛将監如元。
- 1313年（正和2年）7月26日、一番引付頭人を兼帯。
- 1315年（正和4年）12月15日、正五位下に昇叙し、讃岐守に転任。
- 1317年（文保元年）12月27日、二番引付頭人に異動。評定衆如元。
- 1319年（元応元年）2月18日、武蔵守に転任。　閏7月13日、一番引付頭人に異動。評定衆如元。
- 1326年（嘉暦元年）4月24日、執権に異動。　8月、相模守に遷任。
- 1327年（嘉暦2年）閏9月2日、従四位下に昇叙。相模守如元。
- 1331年（元弘元年）1月5日、従四位上に昇叙。相模守如元。
- 1333年（元弘3年）5月18日、自刃。享年39。法名、慈光院道本。

※（参考）鎌倉年代記（増補続史料大成）。北条時政以来後見次第（東京大学史料編纂所所蔵影写）

## 関連作品
- 『太平記』（1991年、NHK大河ドラマ　演：勝野洋）